# Orobanche cilicica
Orobanche cilicica là loài thực vật có hoa thuộc họ Cỏ chổi. Loài này được Beck mô tả khoa học đầu tiên.